# Haliclona lehnerti
Haliclona lehnerti är en svampdjursart som beskrevs av de Weerdt 2000. Haliclona lehnerti ingår i släktet Haliclona och familjen Chalinidae.
Artens utbredningsområde är Jamaica. Inga underarter finns listade i Catalogue of Life.